# The Noun Project

« Communauté ». Exemple de symbole proposé par The Noun Project.

Pour les articles homonymes, voir Noun (homonymie).
The Noun Project est un site web lancé en 2010, collectant et cataloguant des symboles basés sur la communication visuelle auquel participent des graphistes de plusieurs pays. Il fonctionne comme une bibliothèque d'images à la disposition des personnes cherchant des symboles graphiques,.